# Reading Classic
La Reading Classic est une ancienne compétition cycliste américaine qui se tenait tous les ans à Trenton dans le New Jersey (1989-2005) puis à Reading en Pennsylvanie (2006-2008). Elle formait la deuxième manche d'un triptyque comprenant la Lancaster Classic et la Philadelphia Cycling Classic.
Son nom a évolué avec les rachats successifs de ses sponsors : New Jersey National Bank Classic (1989-1993), CoreStates Classic (1994-1997), First Union Classic (1998-2002), Wachovia Classic (2003-2005) et enfin Reading Classic (2006-2008).
La course appartient au calendrier national américain en 1989. En 1990, elle entre au calendrier UCI en catégorie 1.4, avant de passer 1.3 en 1996. En 2005, avec la mise en place des circuits continentaux de cyclisme, la course est inscrite à l'UCI America Tour en catégorie 1.1. Elle disparaît après l'édition 2008.

## Palmarès

### Hommes
| Année                            | Vainqueur          | Deuxième             | Troisième             |
| -------------------------------- | ------------------ | -------------------- | --------------------- |
| New Jersey National Bank Classic |                    |                      |                       |
| 1989                             | Michel Zanoli      | Graeme Miller        | Roberto Pelliconi     |
| 1990                             | David Farmer       | Ad Wijnands          | Kenny Adams           |
| 1991                             | Adrie van der Poel | Angelo Canzonieri    | Nathan Dahlberg       |
| 1992                             | Urs Freuler        | Michel Zanoli        | Dario Bottaro         |
| 1993                             | Roberto Gaggioli   | Angelo Canzonieri    | Phil Anderson         |
| CoreStates Classic               |                    |                      |                       |
| 1994                             | Ron Kiefel         | Phil Anderson        | Rossano Brasi         |
| 1995                             | Matt Kochara       | Fred Rodriguez       | George Hincapie       |
| 1996                             | Johan Capiot       | Malcolm Elliott      | Graeme Miller         |
| 1997                             | Jay Sweet          | Jacek Mickiewicz     | Julian Dean           |
| First Union Classic              |                    |                      |                       |
| 1998                             | Ján Svorada        | George Hincapie      | Michael McCarthy      |
| 1999                             | George Hincapie    | Eddy Gragus          | Julian Dean           |
| 2000                             | Fred Rodriguez     | Gordon Fraser        | George Hincapie       |
| 2001                             | Julian Dean        | Arvis Piziks         | Jans Koerts           |
| 2002                             | Gordon Fraser      | Oleg Grishkine       | Wesley Van Speybroeck |
| Wachovia Classic                 |                    |                      |                       |
| 2003                             | Julian Dean        | Oleg Grishkine       | Viktor Rapinski       |
| 2004                             | Fred Rodriguez     | Gordon Fraser        | Lars Michaelsen       |
| 2005                             | Gordon Fraser      | Fred Rodriguez       | Lars Michaelsen       |
| Reading Classic                  |                    |                      |                       |
| 2006                             | Gregory Henderson  | Sergueï Lagoutine    | Danny Pate            |
| 2007                             | Bernhard Eisel     | Alejandro Borrajo    | Oleg Grishkine        |
| 2008                             | Óscar Sevilla      | Edvald Boasson Hagen | Bernhard Eisel        |

### Femmes
| - 2006 : Ina-Yoko Teutenberg - 2007 : Ina-Yoko Teutenberg - 2008 : Ina-Yoko Teutenberg |